# Namensliste Konsequente Interessenvertretung
Die Namensliste Konsequente Interessenvertretung (kurz KIV) ist eine anerkannte, parteiunabhängige Gewerkschaftsfraktion in der Daseinsgewerkschaft younion im Österreichischen Gewerkschaftsbund (ÖGB) und seit deren Gründung  Mitglied der Unabhängigen GewerkschafterInnen im ÖGB.

## Geschichte
Die KIV wurde im Jahr 1978 durch Alfred Bastecky gegründet und konnte seit den ersten Wahlen 1978 (1 Mandat) immer weiter zulegen. Seit 1990 ist die KIV die zweitstärkste Gruppierung in der Personalvertretung und Gewerkschaft in Wien. Im November 1997 wurde die KIV vom ÖGB als Fraktion anerkannt. Seit Januar 2003 ist die KIV außerdem ein Verein.
Bei den letzten Gewerkschaftswahlen 2014 konnte sich die KIV wienweit 22 Mandate sichern, bei den Personalvertretungswahlen 86 Mandate.

## Vorsitzende
| Zeitraum       | Vorsitzende der KIV seit Vereinsgründung 2003 |
| -------------- | --------------------------------------------- |
| 2003–2009      | Renate Schön                                  |
| seit 29.6.2009 | Martina Petzl-Bastecky                        |

## Politische Ausrichtung und Inhalte
Die KIV ist eine parteiunabhängige Gewerkschaftsfraktion und tritt bei Gewerkschaftswahlen, Personalvertretungswahlen, Betriebsratswahlen, Behindertenvertrauenspersonenwahlen und seit 2014 auch bei Arbeiterkammer-Wahlen (als Teil der AUGE/UG) an. Ihre politische Ausrichtung kann als links-alternativ bezeichnet werden. Die KIV ist in Wien und Innsbruck aktiv. Der mandatsmäßige Schwerpunkt der KIV ist die Gemeinde Wien.

### Inhalte
Die KIV gibt ihre Grundsätze wie folgt an:
- Solidarität
- Transparenz
- Kompetenz
- Abgrenzung nach Rechts
- faire, demokratische Entscheidungsprozesse.

Zu den politischen Zielen und Forderungen der KIV zählen Forderungen im Bereich Gehalt, Gesundheit und Gerechtigkeit, wie die Abschaffung der MitarbeiterInnenbeurteilung, Anhebung des Grundgehaltes, Mitwirkung der Betroffenen an der Besoldungspolitik, gleicher Lohn für gleichwertige Arbeit, keine Privatisierung bzw. Ausgliederung öffentlicher Dienstleistungen, gerechte Verteilungspolitik, kein Missbrauch von Krankenständen durch den Dienstgeber, Schluss mit prekären Arbeitsverhältnissen. Zu den weiteren Schwerpunkten und Zielen der KIV zählen Beratung, Unterstützung und Hilfe zur Selbsthilfe sowie eine umfassende Demokratisierung des ÖGB, die Stärkung demokratischer Mitwirkungsrechte der Gewerkschaftsmitglieder und eine kritische Auseinandersetzung mit der sozialpartnerschaftlichen Stellvertretungspolitik.

## Wahlergebnisse der letzten Gewerkschafts- und Personalvertretungswahlen in Wien
| Wahljahr | Stimmen Gewerkschaft | Stimmen Personalvertretung |
| -------- | -------------------- | -------------------------- |
| 2006     | 5.034                | 10.945                     |
| 2010     | 4.374                | 11.232                     |
| 2014     | 3.839                | 9.467                      |

## Weblink
- Homepage der KIV/UG